# خواکین پوچتا
خواکین پوچتا (انگلیسی: Joaquín Pucheta؛ زادهٔ ۹ ژوئن ۱۹۹۲) بازیکن فوتبال اهل آرژانتین است.
از باشگاه‌هایی که در آن بازی کرده‌است می‌توان به باشگاه فوتبال لانوس اشاره کرد.